# Pavel Bošek
Pavel Bošek (31. ledna 1932 Praha – 17. listopadu 1980 tamtéž) byl český herec, dramatik, publicista, divadelní organizátor a spisovatel. Jednalo se o blízkého spolupracovníka divadelníka a spisovatele Ivana Vyskočila.

## Život
Pavel Bošek vystudoval v letech 1950–1954 Právnickou fakultu Univerzity Karlovy (titul JUDr. získal v roce 1975) a v letech 1960–1962 absolvoval nástavbové studium estetiky na Filosofické fakultě. Pracoval na ministerstvu kultury a do roku 1963 jako dramaturg Armádního uměleckého souboru Víta Nejedlého. Roku 1963 se stal redaktorem časopisů Repertoár malé scény (který založil) a Ochotnické divadlo (později přejmeován na Amatérskou scénu, v letech 1977–1980 zde byl vedoucím redaktorem). Spolupráce s Ivanem Vyskočilem a jeho Nedivadlem se datuje od roku 1964, kdy působil jako divadelní autor a příležitostný herec v pražských divadlech malých forem (především v Redutě a v Metru). Zahrál si také několik drobnějších filmových rolí a byl spoluzakladatelem a pravidelným lektorem řady festivalů netradičního amatérského divadla (Šrámkův Písek, Amfórum Karlovy Vary, Femad Poděbrady). Od roku 1977 působil také jako lektor Lidové konzervatoře v oblasti malých jevištních forem.
Jezdil na chalupu v Borové u Poličky.
Jako spisovatel debutoval roku 1961 v měsíčníku Plamen povídkou Ogarská dolina a dále publikoval v časopisech Ochotnické divadlo, Repertoár malé scény, Host do domu, Kulturní tvorba, Tvář, Literární noviny a další. Svými povídkami, causeriemi a hrami se stal společně s Ivanem Vyskočilem klíčovou postavou tzv. text-appealů, specifické varianty autorského literárního kabaretu.

## Literární dílo

### Divadelní hry
- Teta v divadle (1963), společně s Jiřím Bílým,
- Nástup na kulturu (1963), společně s Jaromírem Kinclem,
- Dvě aktovky a diplomatka (1963), společně s Jaromírem Kinclem a J. R. Pickem,
- Plný polní (1964),
- Poslední den (1964), společně s Ivanem Vyskočilem a Josefem Podaným,
- Co dělat po páté? (1966), společně s Jaromírem Kinclem,
- Nehraje se (1971), společně s Ivanem Vyskočilem
- Kurs (1972), společně s Ivanem Vyskočilem
- Konkurs (1974), společně s Ivanem Vyskočilem
- Rekurs kursu (1976), společně s Ivanem Vyskočilem
- Služební cesta (1980), společně s Ivanem Vyskočilem a Vlastou Špicnerovou,
- Dva na rampě (1980), společně Luďkem Brábníkem.

### Beletrie
- Čekání na Josefa (1967), povídka pro mládež,
- Redutání (1970), texty a logicko-absurdní hříčky napsané pro vystoupení v divadle Reduta mezi léty 1960 a 1967,
- Erotikhon (1971), příběh tragikomického hrdiny, erotomana štvaného do stále nových milostných zážitků,
- Erotikhon a jiná re-dutání (1994), výbor,
- Borokosy (1996), humoristiká próza,

## Filmografie
- 1965 O slavnosti a hostech
- 1966 Mučedníci lásky
- 1967 Muž, který stoupl v ceně
- 1967 Pět holek na krku
- 1967 Rozmarné léto
- 1968 Farářův konec
- 1968 Zločin v šantánu
- 1969 Hrozné děti (TV film)
- 1969 Případ pro začínajícího kata
- 1979 AEIOU

## Diskografie
- Zavěste prosím, volá Semafor
- Mikrofórum s Petrem Nárožným